# Cercle de Conway

Cercle de Conway d'un triangle

Le cercle de Conway d'un triangle est le cercle passant par les extrémités des segments obtenus en prolongeant chaque côté du triangle, 
à partir de chaque sommet, d'une longueur égale à la longueur du côté opposé à ce sommet (voir figure). 
Démontrer que les six extrémités sont bien cocycliques ne nécessite que des outils de mathématiques élémentaires.
Ce cercle est nommé ainsi en hommage au mathématicien John Horton Conway que l'on voit arborer un T-shirt illustrant cette propriété.

## Démonstrations

### Existence du cercle de Conway

Démonstration de la propriété du cercle de Conway par les médiatrices

De nombreuses démonstrations sont possibles, celle présentée ici ne fait intervenir que des notions de collège. 
Dans la figure ci-contre, les côtés du triangle ABC ont été prolongés de telle sorte que
- AM=AN=BC ;
- BP=BQ=AC ;
- CR=CS=AB.

Par construction, AM=AN. Donc le triangle AMN est isocèle. Donc la bissectrice intérieure de l’angle A est une médiatrice du triangle AMN. Comme bissectrice du triangle ABC, elle passe par ω, le centre de son cercle inscrit. Comme médiatrice du triangle AMN, ses points sont équidistants de M et N, donc : ωM=ωN.
CN=CA+AN=BP+CB=CP. Donc le triangle CNP est isocèle, ce qui permet de conclure de la même façon ωN=ωP.
De proche en proche, en considérant les triangles BPQ, AQR et CRS, également isocèles, on trouve : ωP=ωQ, ωQ=ωR et ωR=ωS. Finalement les six longueurs ωM, ωN, ωP, ωQ, ωR et ωS sont égales, ce qui permet de conclure que les six points M, N, P, Q, R, S sont cocycliques ; c’est le cercle qu’ils forment qu’on désigne sous le nom de cercle de Conway du triangle ABC.

### Centre du cercle de Conway
L’égalité, établie à la section précédente, entre les six longueurs ωM, ωN, ωP, ωQ, ωR et ωS, montre que le centre du cercle de Conway est le point ω. Autrement dit : le centre du cercle de Conway d’un triangle est le centre de son cercle inscrit.

### Rayon du cercle de Conway
Le rayon R du cercle de Conway se détermine, à l'aide du rayon r du cercle inscrit et du demi-périmètre p du triangle : remarquant que la corde [PS] a pour longueur PB+BC+CS = AC+BC+AB = 2p et se situe à une distance r de ω, l’application du théorème de Pythagore conduit à la formule simple :
 {\displaystyle R={\sqrt {r^{2}+p^{2}}}.}
Exprimé en fonction des côtés {\displaystyle a,\,b\,{\text{et}}\,c} du triangle ABC, le rayon R de son cercle de Conway est donné par la formule :
{\displaystyle R={\sqrt {\frac {a^{2}b+a^{2}c+ab^{2}+b^{2}c+bc^{2}+ac^{2}+abc}{a+b+c}}}.}

Dans le cas particulier d’un triangle équilatéral de côtés {\displaystyle a,} le rayon de son cercle de Conway est donné par {\displaystyle a{\sqrt {\tfrac {7}{3}}}.}

## Lien avec la notion de cercle de Taylor

Le cercle de Taylor du triangle ABC est aussi cercle de Conway du triangle A'B'C'

Le théorème suivant relie la notion de cercle de Conway à celle de cercle de Taylor :
Théorème — Le cercle de Taylor d'un triangle acutangle est le cercle de Conway du triangle médian de son triangle orthique.
Notations (voir figure ci-contre) : A1, B1 et C1 sont les pieds des hauteurs du triangle ABC (A1B1C1 est le triangle orthique de ABC) ; R et N sont les projetés orthogonaux de B1 sur BC et AB (donc, par définition, N et R sont sur le cercle de Taylor, et de manière analogue M et Q, et P et S) ; A'B'C' est le triangle médian du triangle A1B1C1 ; B2 et B3 sont les symétriques de B1 par rapport à AB et BC ;
On rappelle que les hauteurs d’un triangle sont les bissectrices de son triangle orthique.

## Construction de Conway dans l'autre sens
On considère un triangle scalène (les trois côtés ont des longueurs deux à deux distinctes). Si à partir de chaque sommet, on reporte la longueur du côté opposé dans l'autre sens, on obtient six points distincts. Il s'avère que ces points déterminent trois droites concourantes dont le point d'intersection est le point de Nagel du triangle (Voir figure ci-dessous).

En reportant des longueurs multipliées par des coefficients, on obtient une généralisation étudiée par Davis Pouvreau dans son papier « Par-delà le théorème de cocyclicité de Conway : généralisation et alternative ».